# سانتا آنا دل یاکوما
سانتا آنا دل یاکوما (به اسپانیایی: Santa Ana del Yacuma) یک منطقهٔ مسکونی در بولیوی است که در شهرداری سانتا آنا واقع شده‌است. سانتا آنا دل یاکوما ۱۲٬۷۸۳ نفر جمعیت دارد و ۱۴۴ متر بالاتر از سطح دریا واقع شده‌است.